# Сомалийская газель
Сомалийская газель, или абиссинская газель (лат. Nanger soemmerringii), — африканская антилопа из семейства полорогих. Видовое название дано в честь немецкого анатома Самуэля Томаса Зёммеринга (1755—1830).

## Описание
Длина тела составляет от 125 до 150 см, высота в холке — от 81 до 90 см, масса — от 38 до 46 кг.
Это крупная газель с белой нижней частью тела и выраженным рисунком лица. Голова относительно большая с сильными, короткими, лировидными, изогнутыми назад рогами. Вершины рогов крючковато изогнуты внутрь. Эта форма рогов является отличительным признаком вида. У газели относительно длинные ноги с сильными копытами и относительно короткая шея. Хвост короткий, обрамлённый светлыми короткими волосами. Слёзные железы под глазами животные не используют для маркировки территории. У подвида N. s. soemmerringi более короткие рога, коричневое лицо, у N. s. berberana более длинные рога и чёрное лицо, у N. s. butteri тёмные боковые стороны и полосатые бёдра.

## Распространение
Ареал вида ограничен полуостровом Сомали, где газели обитают на большей территории Сомали и на низких отрогах на западе и востоке Эфиопского нагорья. Животные предпочитают холмистые ландшафты, поросшие вечнозелёными кустарниками и акациями, а также открытые степи. Количество особей в стаде не превышает 15 голов.

## Образ жизни
Ведут стадный образ жизни. Группой самок с их детёнышами руководит самец, который помечает территорию помётом и мочой.

## Размножение
Период беременности длится 198 дней. Детёныши остаются лежать под присмотром матери в своём убежище до одного месяца. Половая зрелость наступает в возрасте 18 месяцев. Продолжительность жизни составляет около 14 лет.